# Tele Toscana Nord
Tele Toscana Nord è una rete televisiva italiana locale che trasmette da Carrara, in Toscana.

## Storia
Fu fondata nel 1974 da Paolo Tambini insieme ad un gruppo di altri 32 soci (la quota iniziale versata da ognuno fu di 200.000 lire); la rete fu attiva nei primi mesi con il nome di Tele Carrara Autonoma (Tca) e cambiò denominazione su suggerimento del musicista Raoul Casadei. Dopo pochi mesi Fausto Chericoni, comandante partigiano ed esponente del Psi rilevò la maggioranza delle azioni, diventando anche presidente del CDA, mentre Tambini divenne direttore.

## Programmi
- Videogiornale, notiziario
- Superclassifica Show, programma musicale condotto da Maurizio Seymandi
- La tremarella, gioco
- Il selvaggio West, telefilm
- Charlie's Angels, telefilm
- Free Show Estate, programma musicale
- Jeeg Robot d'Acciaio, cartone animato
- La prima volta che..., condotto da Giorgio Pregheffi e Fausto Fidenzio
- RX, rubrica di informazione sanitaria
- Ipnosi e medicina, a cura del dottor M. Cancellario